# Convention collective de travail
Pour les articles homonymes, voir CCT.
 (avril 2017).
Si vous disposez d'ouvrages ou d'articles de référence ou si vous connaissez des sites web de qualité traitant du thème abordé ici, merci de compléter l'article en donnant les références utiles à sa vérifiabilité et en les liant à la section « Notes et références ».
 (12 avril 2017).
Une convention collective de travail (CCT) (ou Collective agreement en anglais) est, selon les pays, un texte venant en complément du droit du travail en vigueur au niveau national, définissant les statuts (rémunérations, embauche, conditions de travail) des travailleurs d'une entreprise, d'un groupe d'entreprises ou d'une branche professionnelle, après une négociation passée entre les employeurs ou leurs organisations et les organisations représentant les salariés (syndicats) du périmètre concerné.

## Prévalence
Plus de 75 % des travailleurs ont une convention collective dans beaucoup de pays européens ainsi qu'en Uruguay. Moins de 25 % des travailleurs ont une convention collective dans la moitié des pays où ces chiffres sont calculés.
Dans les pays membres de l'OCDE, la part des salariés couverts par une convention collective est passée de 45 % en 1985 à 32 % en 2017.

## Terminologie et définition

### Organisation internationale du travail
L'organisation internationale du travail dans sa recommandation "R091 - Recommandation (no 91) sur les conventions collectives, 1951" donne une définition d'une convention collective :

« on entend par convention collective tout accord écrit relatif aux conditions de travail et d'emploi conclu entre, d'une part, un employeur, un groupe d'employeurs ou une ou plusieurs organisations d'employeurs, et, d'autre part, une ou plusieurs organisations représentatives de travailleurs, ou, en l'absence de telles organisations, les représentants des travailleurs intéressés, dûment élus et mandatés par ces derniers en conformité avec la législation nationale. »

— R091 - Recommandation (no 91) sur les conventions collectives, 1951, OIT

### Union européenne
L’article 28 de la Charte des droits fondamentaux de l’Union européenne reconnait « le droit pour les travailleurs et les employeurs, ou leurs organisations respectives, conformément au droit de l’Union et aux législations et pratiques nationales, de négocier et de conclure des conventions collectives aux niveaux appropriés ».
La notion de convention collective existe dans la législation européenne. Une définition en est donnée dans la directive 2022/2041 du 19 octobre 2022 :
convention collectiveune convention écrite concernant les dispositions relatives aux conditions de travail et d’emploi, conclue par les partenaires sociaux ayant la capacité de négocier au nom des travailleurs et des employeurs conformément au droit national et aux pratiques nationales, y compris les conventions collectives qui ont été déclarées d’application générale — directive 2022/2041 du 19 octobre 2022

## Histoire
Les conventions collectives sont apparues pour réguler les conflits du travail, selon Sabine Rudischhauser.
Le 9 mai 1873, à Leipzig, une première convention collective sectorielle est signée dans le secteur de l’imprimerie. Il s'agit d'un progrès important considéré comme une base de démocratie sociale et de paix sociale en Allemagne.
La convention collective apparaît comme une nouvelle forme juridique. En Allemagne, elle apparaît sous l'influence de Philip Lotmar en 1900. En France, elle apparaît sous l'influence de Raoul Jay qui descend de la notion antérieure et moins normée de « subsomption ».
Les premières lois sur les conventions collectives apparaissent quasiment simultanément en France et en Allemagne, en 1918 et 1919. Les pays s’intéressent notamment à ce qui se fait dans les pays voisins ainsi qu'en Grande-Bretagne qui bénéficie plus tôt de capacité d'un modèle où comités de conciliation et d’arbitrage sont organisés, avec une aptitude des syndicats dans la négociation collective.
En 1951, l'OIT émet aux États la Recommandation n°91 sur les conventions collectives,.

## Diversité des conventions collectives
Les conventions collectives peuvent s'adresser à[réf. nécessaire] :
- l'ensemble des travailleurs ;
- un espace géographique ;
- une branche professionnelle ;
- un métier particulier ;
- une entreprise dont le dirigeant appartient à une organisation patronale.

Pour une activité sur l'ensemble du territoire, on trouve des conventions collectives nationales (CCN).
Il existe des conventions collectives applicables à un métier particulier quelle que soit l'activité de l'entreprise (VRP, journalistes).

## Intérêt et nécessités des conventions collectives
Chaque métier a des contraintes propres. Dans les pays ayant un cadre législatif important pour le travail, ce cadre législatif ne saurait prétendre couvrir tous les cas[réf. nécessaire]. Les conventions collectives permettent donc d'ajuster l'application des lois selon le contexte.
Les conventions collectives permettent de prendre en compte les spécificités de chaque métier, notamment les disparités d'organisation (usine à feu continu, travail de bureau à horaires fixes, professions du loisir travaillant les jours normalement chômés…), la pénibilité du travail et les conditions sociales particulières (par exemple, l'infrastructure des transports).
Dans tous les cas, les conventions collectives permettent :
- pour les travailleurs, d'avoir un cadre pour le contrat de travail, qui permet de garantir des conditions de travail et de revenu a minima[8] ;
- pour les employeurs, de garantir une paix sociale en désamorçant les conflits globaux par la négociation.

D'après le Directeur général de l'OIT, Guy Ryder, l'augmentation de la part des salariés couverts par des conventions collectives permet de réduire les inégalités salariales et facilite l'égalité et la diversité dans le travail.

## Par pays

### Union européenne
Dans l'Union européenne, la convention collective continue à s'appliquer lorsque la société est revendue avec un changement de l'employeur sur la base de la directive 2001/23. Cette continuité est conditionnée par des règles nationales.

### Belgique
La convention collective de travail (CCT) est un accord conclu entre une ou plusieurs organisations de travailleurs et une ou plusieurs organisations d'employeurs ou un ou plusieurs employeurs. Elle régit les relations individuelles et collectives entre employeurs et travailleurs au sein d'entreprises ou dans une branche d'activité et définit les droits et devoirs des parties contractantes.

### France
En France, le terme de convention collective fait implicitement référence à un accord signé au niveau de la branche d'activité. La plupart des contrats de travail se réfèrent à une convention collective, en précisant la date d'entrée dans l'emploi, le type d'emploi et le coefficient de rémunération. Certains secteurs n'ont toutefois pas de convention collective associée car le nombre de travailleurs n'excède pas 10 000 dans toute la France[réf. souhaitée]. Les travailleurs de ces secteurs peuvent toutefois faire la demande de se rattacher à une convention collective existante auprès de l'inspection du travail, celle-ci enverra alors un inspecteur vérifier la demande et l'adéquation de l'entreprise avec la convention collective choisie[réf. souhaitée].

### Canada

#### Définitions
Une convention collective est un contrat collectif de travail entre un groupe de travailleurs et un employeur[réf. nécessaire] ; quoiqu'il puisse arriver que plusieurs groupes de travailleurs se regroupent pour convenir d'une convention collective avec un groupe d'employeurs et ainsi étendre l'application de la convention collective à un secteur d'activité ; par exemple dans l'industrie de la construction où il y a un monopole syndical puisqu'il y a un seul syndicat désigné pour représenter l'ensemble des travailleurs à la convention collective et il y a une seule convention collective applicable au groupe de travailleurs visés. Dans ces juridictions, la convention collective a préséance sur le contrat de travail individuel qui, à toute fin pratique, cesse d'exister avec la conclusion d'une convention collective.

#### Québec
En droit québécois, les modalités de la convention collective sont prévues dans le Code du travail, lequel constitue la principale loi encadrant les activités syndicales.

### Suisse
En Suisse, les premières conventions collectives de travail ont été signées par des corporations : après les menuisiers de Genève en 1857 et les typographes de Saint-Gall en 1861, de telles conventions ont été négociées sur le plan fédéral par les brasseurs en 1906, les typographes l'année suivante et les plombiers en 1911. En mai 1937, la convention collective de l'horlogerie, suivie en juillet de la même année par celle de l'industrie métallurgique, introduit la notion de « paix du travail », impliquant le renoncement au droit de la grève et à celui du lock-out. Cette notion s'étendra progressivement pour recouvrir quasiment toutes les conventions collectives de travail.
Les conventions collectives de travail font l'objet de plusieurs articles du Code des obligations. Une loi de 1956 permet en outre aux autorités fédérales ou cantonales d'étendre le champ d'application d'une convention à tous les employeurs et travailleurs d'une branche économique ou d'une profession, c'est-à-dire de la rendre obligatoire pour tous les employeurs et travailleurs, qu'ils soient membres ou non d'une association patronale ou syndicale. On peut trouver la liste des CCT étendues par le Conseil fédéral sur le site internet du Secrétariat d'État à l'économie (SECO).

### Allemagne

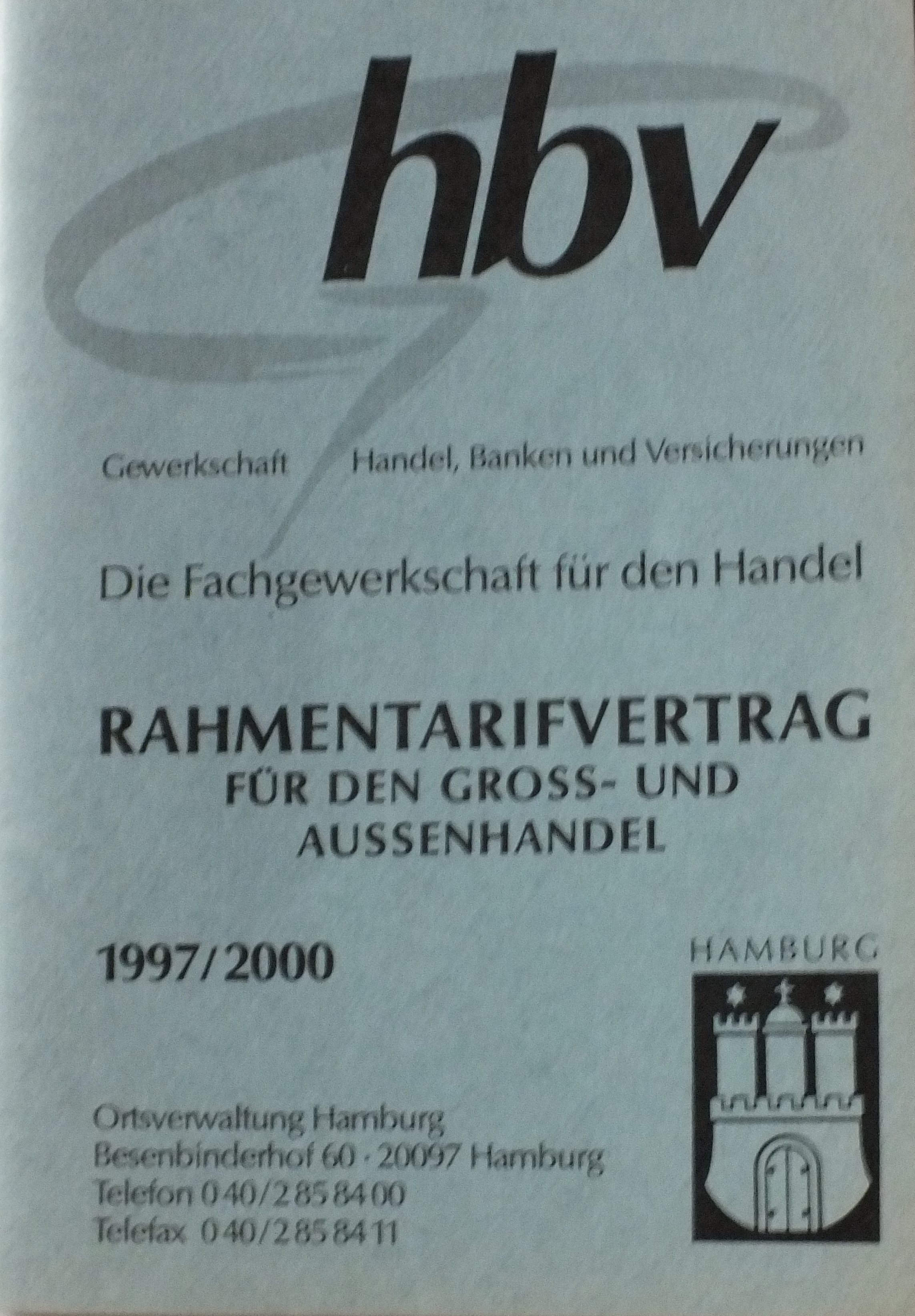
HBV-Rahmentarifvertrag Großhandel, 1997/2000 Bezirk Hamburg

En Allemagne, les conventions collectives sont organisées sur une base sectorielle.
Dans les années 1960, les conventions collectives fixent un cadre général, dont les conditions de mise en œuvre sont précisées dans un second tour de négociations propre à chaque société en fonction des performances de chacune.
Après la réunification, IG Metall reste le meneur des négociations, alors que l'Allemagne de l'Est continue à connaître un retard des conventions collectives.
Le système allemand ne permet pas aux travailleurs non syndiqués d'accéder aux convention collectives.

### Suède et Danemark
Les conventions collectives ont une place centrale dans le marché du travail des pays d'Europe du Nord, en l'absence de loi fixant le salaire minimum. Ainsi 90 % des employés suédois et 80 % des salariés danois ont leurs conditions de travail et minima salariaux régis par des conventions collectives. Ce modèle pourrait être déstabilisé par le fait qu'une société comme Tesla ne s'y conforme pas.

### Pays-Bas
Aux Pays-Bas, la convention collective est réglementée par la loi sur la convention collective de travail (Wet op de collectieve arbeidsovereenkomst en néerlandais, ou « WCAO »).

« On entend par convention collective de travail l’accord conclu par un ou plusieurs employeurs ou une ou plusieurs associations d’employeurs dotées d’une pleine capacité juridique et une ou plusieurs associations de travailleurs dotées d’une pleine capacité juridique réglant principalement ou exclusivement les conditions de travail qu’il convient de respecter dans le cadre des contrats de travail.
Elle peut également concerner les entreprises d’ouvrage et les accords d'entreprise. Les dispositions de la présente loi concernant les contrats de travail, les employeurs et les travailleurs sont alors applicables mutatis mutandis. »

— WCAO

### Pologne
En Pologne les conventions collectives furent abandonnées dans les années 1950, la loi prenant le dessus notamment pour fixer les salaires minima.
Les syndicats participent à la négociation des conventions collectives.
La Pologne compte deux sortes de conventions collectives : la convention d'entreprise et la convention étendue. Les conventions s'appliquent aux salariés ainsi qu'aux prestataires.
Les conventions étendues sont enregistrées auprès d'un ministère.
Il est parfois possible de suspendre une convention collective pour une durée maximum de trois années.

### Espagne et Italie
L'Espagne et l'Italie ont été marquées par un fort interventionnisme sous la période de dictatures notamment sur la question des conventions collectives.
Le système des conventions collectives a notamment été utilisé pour affaiblir la législation nationale comme baisser les salaires ou augmenter le nombre de CDD.
En Italie, 85 % des travailleurs sont couverts par une convention collective. Ces conventions collectives définissent un salaire minimum par branche.
L'Italie compte moins de jours de congés que la France, mais certaines conventions collectives italiennes offrent des jours de congés supplémentaires, auquel cas le nombre de jours de congés peut être similaire à ce qui se pratique en France.

### Royaume-Uni
Le Royaume-Uni est doté d'un système de droit différent du droit continental. Ainsi, au Royaume-Uni une convention n'a pas de valeur contractuelle.
Au Royaume-Uni, le salaire minimum n'est pas fixé par une convention collective, mais par un accord national.
Le Royaume-Uni se distingue d'autres pays, comme la France, par la pratique de l'incorporation, dans le contrat de travail (individuel) de la convention collective négociée, la convention collective n'étant pas obligatoire au Royaume-Uni.
La proportion de salariés couverts par une convention collective (collective bargaining agreement en anglais) est inférieur à 30%. Cette proportion est de 16 % dans le secteur privé. Les entreprises recourent à des règlements intérieurs à l'entreprise (Staff or Employee Handbooks en anglais).

#### Belgique
- (en + fr + nl) Service public fédéral Emploi, Travail et Concertation sociale, CCT et commissions paritaires

#### France
- Code du Travail : article L. 2221-1 du code du travail français et suivants, article D. 2231-2 du code du travail français
- Télécharger en PDF une convention collective sur le site Légifrance : un formulaire qui permet, avec le n° de brochure (ou le nom, ou le nom d'un métier), de consulter sa convention, et de la télécharger gratuitement. Les « Textes Attachés » (avenants et annexes) sont disponibles en consultation et imprimables individuellement.
- Convention collective - Un dossier du site Service-public.fr
- Tripalio - Une base de données gratuites avec l'ensemble des textes des conventions et les statistiques économiques et sociales afférentes]

#### Suisse
- (de + fr) Convention collective de travail (uniquement les CCT étendues cantonales et nationales)